# Calabogie Road Classic
La Calabogie Road Classic est une course cycliste canadienne disputée au mois d'avril à Calabogie (Ontario). Elle figure au calendrier de l'Ontario Cup, qui regroupe plusieurs compétitions nationales canadiennes.

## Palmarès

### Élites Hommes
| Année     | Vainqueur      | Deuxième                  | Troisième            |
| --------- | -------------- | ------------------------- | -------------------- |
| 2009      | Patrice Bessy  | Osmond Bakker             | Jeff Schiller        |
| 2010      | David Veilleux | Vincent Quirion           | Matteo Dal-Cin       |
| 2011      | Shaun McCarthy | Brett Tivers              | Jean-Samuel Deshaies |
| 2012      | Glen Rendall   | Bayden Pritchard          | Anton Varabei        |
| 2013      | Casey Roth     | Michael Woods             | Osmond Bakker        |
| 2014      | Derrey Ivey    | Derrick St John           | Jack Burke           |
| 2015      | Ed Veal        | James Orton               | Derrek Ivey          |
| 2016      | Ed Veal        | Greg Boileau              | Gaelan Merritt       |
| 2017      | Anton Varabei  | Trevor O'Donnell          | Larbi Benhabib       |
| 2018      | Gaelan Merritt | Mark Brouwer              | Trevor O'Donnell     |
| 2019      | Alex Froner    | Émile Farrell-Dessureault | Adam Bird            |
| 2020-2021 | Pas organisé   | Pas organisé              | Pas organisé         |
| 2022      | Logan O'Krafka | Zola Mehlomakulu          | Matthew Sherar       |

### Élites Femmes
| Année     | Vainqueur             | Deuxième         | Troisième          |
| --------- | --------------------- | ---------------- | ------------------ |
| 2009      | Julia Farell          | Julia Bradley    | Christiane Knobbe  |
| 2011      | Sarah Byers           | Melissa Bunn     | Natasha Elliott    |
| 2012      | Catherine Dessureault | Evelyne Blouin   | Julia Bradley      |
| 2013      | Candice Vermeulen     | Sara Byers       | Julia Bradley      |
| 2014      | Jamie Gilgen (en)     | Carrie Cartmill  | Kael Deverell      |
| 2015      | Ellen Watters (en)    | Ariane Bonhomme  | Emily Flynn        |
| 2016      | Ariane Bonhomme       | Joyce Spruyt     | Kaitlyn Steeves    |
| 2017      | Nicole Lentini        | Kate Heckman     | Hillary Lowry      |
| 2018      | Kaitlyn Rauwerda      | Jill Messier     | Nicole Lentini     |
| 2019      | Yael Klein            | Sophie Bernard   | Elizabeth Archbold |
| 2020-2021 | Pas organisé          | Pas organisé     | Pas organisé       |
| 2022      | Emily Flynn           | Whitney Surgenor | Andrea Elliott     |

### Juniors Hommes
| Année     | Vainqueur                | Deuxième         | Troisième                 |
| --------- | ------------------------ | ---------------- | ------------------------- |
| 2009      | Jean-Simon Houle         | Kevin Massicotte | Matteo Dal-Cin            |
| 2011      | Karl Hoppner             | Brandon Etzl     | Yohan Patry               |
| 2012      | Travis Samuel            | Biran Falk-Dotan | Yohan Patry               |
| 2013      | Peter Disera             | Jaxon Brennan    | Tyler Lee                 |
| 2014      | Jean-Simon D'Anjou       | Félix Burke      | Bayley Simpson            |
| 2015      | Rune Schaefer            | Cameron Mason    | Thierry Kirouac-Marcassa  |
| 2016      | Noah Simms               | Graydon Staples  | Chris Ernst               |
| 2017      | Charles-Étienne Chrétien | Chris Ernst      | Giuseppe Carone           |
| 2018      | Alex Froner              | Dylan Bibic      | Daniel Nordemann-Da Silva |
| 2020-2021 | Pas organisé             | Pas organisé     | Pas organisé              |